# Nieuw- en Sint Joosland

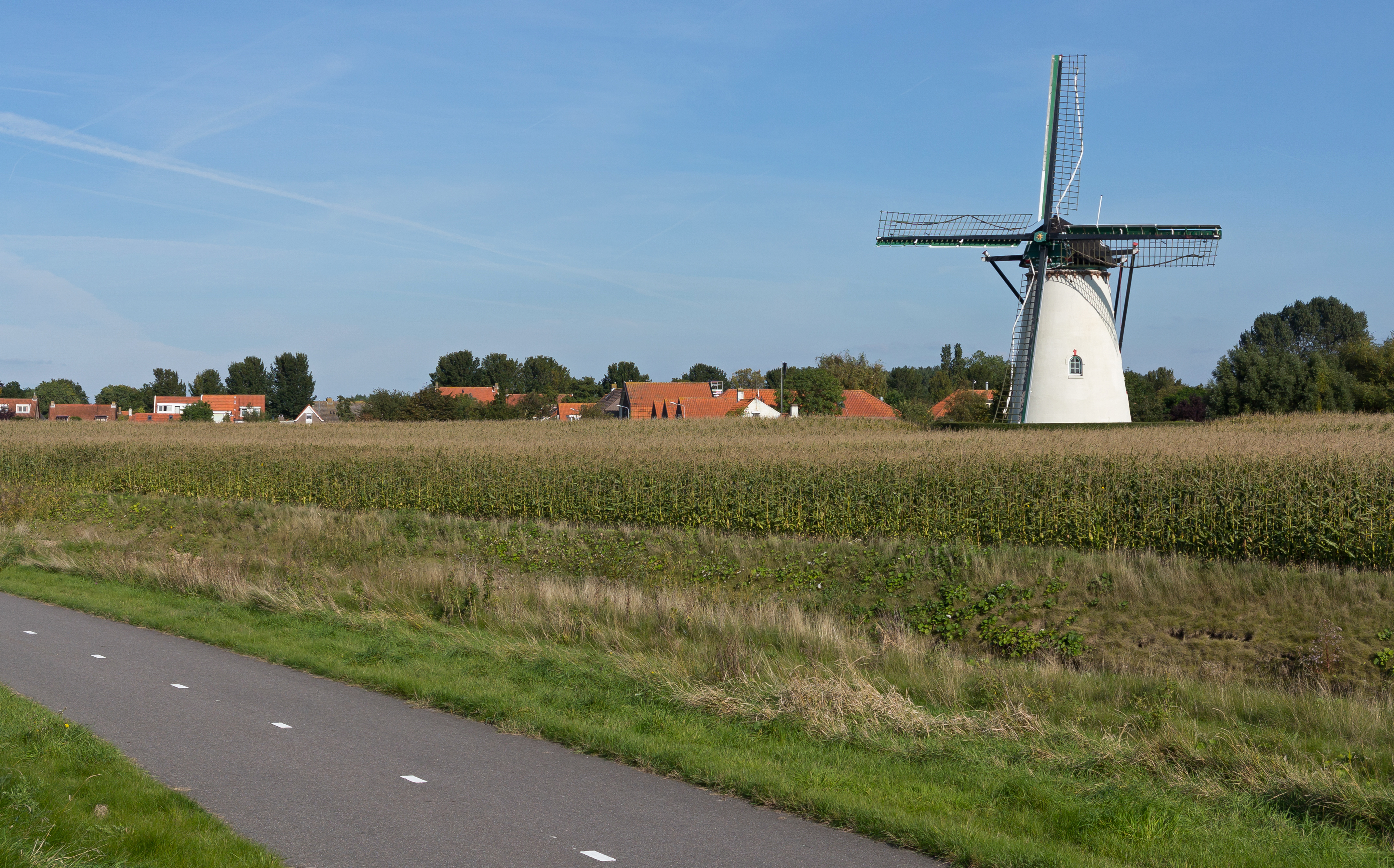
Nieuw- en Sint Joosland, moulin: korenmolen Buiten Verwachting

Nieuw- en Sint Joosland est un village appartenant à la commune néerlandaise de Middelbourg, situé dans la province de la Zélande. Le 1er janvier 2007, le village comptait 1 320 habitants. Il est situé sur Walcheren, à l'est de Middelbourg.
Après sa création le 1er janvier 1816 par la fusion des deux anciennes seigneuries et communes éphémères de Nieuwland et de Sint Joosland, la commune de Nieuw- en Sint-Joosland est restée indépendante jusqu'au 1er janvier 1966. À cette date, la commune est rattachée à Middelbourg.